# Adventures in Appletown

Adventures in Appletown est le nom d'une comédie/drame/film d'aventure de 2008 dont les protagonistes sont les célèbres jumeaux Dylan Sprouse et Cole Sprouse. Ce film a été écrit par Amanda Moresco, dirigé par Robert Moresco et produit par Moresco Productions en association avec Oak Films. Ce sera la seconde fois que les jumeaux et Victoria Justice auront travaillé ensemble (la première fois était dans un épisode de La Vie de palace de Zack et Cody).
Le film a eu une avant-première exclusive projetée le 29 novembre 2009 à 14h30 au théâtre de Bay Street à Sag Harbor, à New York[réf. incomplète].

## Synopsis
Le film parle de 2 cousins - Will et Clayton - qui assistent à un meurtre, mais, effrayés, ils décident de n'en parler à personne. Eux et leur amie Betsy, dont le père a été faussement accusé du crime, vont commencer un voyage afin de trouver le vrai tueur, et à la même occasion afin de se racheter.

## Fiche technique
- Réalisation : Robert Moresco
- Scénario : Amanda Moresco
- Production : Moresco Productions
- Date de sortie : Existence du film seulement en Zone 1 ? DVD (États-Unis et Canada), Aucune Zone 2 Trouvée ? (Europe). 
  - 12 décembre 2008 : sortie limitée[2]
  - mai 2011[3]

## Distribution
- Dylan Sprouse : Will
- Cole Sprouse : Clayton
- Victoria Justice : Betsy Ramos
- R. D. Call : coach Joe
- Kate Burton : tante Birdy
- Patrick Brennan (en) : officier Johnson
- Sierra Jade Gerban : Faith Ramos
- Lisa Lamendola : Mme. Ramos
- Glenn Taranto : Potter
- Daniel Zacapa : juge Ramos
- Charlie Stewart : Cliff
- Malcolm David Kelley : Phil
- Dalton O'Dell : Jimmy Johnson
- Scott Einbinder : Travis
- Jimmy Summerall : Charlie Horvath
- Eileen Brennan : Mme. Jackson
- Megan Corral : Sandy
- Dina Demetrius : Dee